# ماريا غروموفا
ماريا غروموفا (Mariya Gromova) (بالروسية: Мария Игоревна Громова) هي لاعبة أولمبية لرياضة سباحة متزامنة من روسيا. شاركت في الأولمبياد الصيفي في 2004–2012، وفازت بما مجموعه 3 ميداليات.

## الميداليات
| ذهب | فضة | برونز | المجموع |
| 3   | 0   | 0     | 3       |

## روابط خارجية
- ماريا غروموفا على موقع الاتحاد الدولي للسباحة (الإنجليزية)
- ماريا غروموفا على موقع أوليمبيديا (الإنجليزية)